# Миякибашевский сельсовет
Миякибашевский сельсовет — муниципальное образование в Миякинском районе Башкортостана.
Административный центр — село Анясево.

## История
Согласно Закону о границах, статусе и административных центрах муниципальных образований в Республике Башкортостан имеет статус сельского поселения.
В 2008 году в состав сельсовета включён Николаевский сельсовет.

## Население
| 2002  | 2009  | 2010  | 2012  | 2013  | 2014  | 2015  |
| ----- | ----- | ----- | ----- | ----- | ----- | ----- |
| 1738  | ↘1705 | ↘1531 | ↘1488 | ↘1485 | ↘1456 | ↘1455 |
| 2016  | 2017  | 2018  |       |       |       |       |
| ↘1419 | ↘1377 | ↘1329 |       |       |       |       |

## Состав сельского поселения
| № | Населённый пункт | Тип населённого пункта       | Население |
| - | ---------------- | ---------------------------- | --------- |
| 1 | Анясево          | село, административный центр | ↘921      |
| 2 | Новый Мир        | деревня                      | ↘304      |
| 3 | Урняк            | деревня                      | ↘89       |
| 4 | Днепровка        | деревня                      | ↘80       |
| 5 | Кашкарово        | деревня                      | ↘58       |
| 6 | 2-е Миякибашево  | деревня                      | ↘56       |
| 7 | Николаевка       | деревня                      | ↘13       |
| 8 | Новоалексеевка   | деревня                      | ↗8        |
| 9 | Максимовка       | деревня                      | →2        |

## Известные уроженцы
- Аминев, Ахтям Закиятдинович (1918—1942) — татарский поэт-фронтовик.
- Максимча, Иван Васильевич (14 октября 1922 — 26 апреля 1985) — командир эскадрильи 810-го штурмового авиационного полка (225-я штурмовая авиационная дивизия, 15-я воздушная армия, 2-й Прибалтийский фронт), капитан, Герой Советского Союза (1945)[16][17].